# Drusus (insecte)
Genre
Drusus est un genre d'insectes de l'ordre des trichoptères, de la famille des Limnephilidae, de la sous-famille des Drusinae. 

## Liste d'espèces
Selon ITIS (8 mars 2014) :
- Drusus alpinus (Meyer-Duer, 1875)
- Drusus amanaus Mey & Mueller, 1979
- Drusus annulatus (Stephens, 1837)
- Drusus aprutiensis Moretti, 1981
- Drusus bayburtii Cakin, 1983
- Drusus berthelemyi Sipahiler, 1992
- Drusus biguttatus (Pictet, 1834)
- Drusus bolivari (McLachlan, 1880)
- Drusus borceai Murgoci, 1960
- Drusus bosnicus Klapalek, 1899
- Drusus botosaneanui Kumanski, 1968
- Drusus brunneus Klapalek, 1898
- Drusus bureschi Kumanski, 1973
- Drusus buscatensis Botosaneanu, 1960
- Drusus camerinus Moretti, 1981
- Drusus cantabricus Schmid, 1956
- Drusus carpathicus Dziedzielewicz, 1911
- Drusus caucasicus Ulmer, 1907
- Drusus chapmani McLachlan, 1901
- Drusus chrysotus (Rambur, 1842)
- Drusus concolor Kempny, 1908
- Drusus croaticus Marinkovic-Gospodnetic, 1971
- Drusus demirsoyi Cakin, 1983
- Drusus destitutus (Kolenati, 1848)
- Drusus discolor (Rambur, 1842)
- Drusus discophoroides Kumanski, 1979
- Drusus discophorus Radovanovic, 1942
- Drusus erimanthos Malicky, 1992
- Drusus estrellensis (McLachlan, 1884)
- Drusus franzi Schmid, 1956
- Drusus franzressli Malicky in Malicky & Kumanski, 1974
- Drusus fuesunae Malicky, 1986
- Drusus goembensis Sipahiler, 1991
- Drusus graecus (McLachlan, 1876)
- Drusus gueneri Sipahiler, 1995
- Drusus hackeri Malicky, 1986
- Drusus imanishii Iwata, 1928
- Drusus improvisus (McLachlan, 1884)
- Drusus ingridae Sipahiler, 1993
- Drusus kazanciae Cakin, 1983
- Drusus klapaleki Marinkovic-Gospodnetic, 1971
- Drusus krusniki Malicky, 1981
- Drusus macedonicus Schmid, 1956
- Drusus maculosus Malitski & Olah, 1979
- Drusus marinettae Sipahiler, 1992
- Drusus medianus Marinkovic-Gospodnetic, 1976
- Drusus melanchaetes McLachlan, 1876
- Drusus mixtus (Pictet, 1834)
- Drusus muchei Malicky, 1987
- Drusus muelleri McLachlan, 1868
- Drusus nigrescens Meyer-Duer, 1875
- Drusus noricus Malicky, 1981
- Drusus osogovicus Kumanski, 1980
- Drusus plicatus Radovanovic, 1942
- Drusus popovi Kumanski, 1980
- Drusus radovanovici Marinkovic-Gospodnetic, 1971
- Drusus ramae Marinkovic-Gospodnetic, 1971
- Drusus rectus McLachlan, 1868
- Drusus rizeiensis Sipahiler, 1986
- Drusus romanicus Murgoci & Botosaneanu, 1953
- Drusus schmidi Botosaneanu, 1960
- Drusus serbicus Marinkovic-Gospodnetic, 1971
- Drusus simplex Martynov, 1927
- Drusus siveci Malicky, 1981
- Drusus spelaeus (Ulmer, 1920)
- Drusus tenellus (Klapalek, 1898)
- Drusus transylvanicus Schmid, 1956
- Drusus trifidus McLachlan, 1868
- Drusus vernonensis Malicky, 1989
- Drusus vespertinus Marinkovic-Gospodnetic, 1976
- Drusus vinconi Sipahiler, 1992
- Drusus zhiltzovae Malitski & Olah, 1979

Selon NCBI (8 mars 2014) :
- Drusus alpinus
- Drusus annulatus
- Drusus balcanicus
- Drusus biguttatus
- Drusus bosnicus
- Drusus botosaneanui
- Drusus brunneus
- Drusus chrysotus
- Drusus croaticus
- Drusus destitutus
- Drusus discolor
- Drusus discophorus
  - sous-espèce Drusus discophorus pallidus
- Drusus franzi
- Drusus franzressli
- Drusus improvisus
- Drusus medianus
- Drusus melanchaetes
- Drusus mixtus
- Drusus monticola
- Drusus muelleri
- Drusus nigrescens
- Drusus radovanovici
  - sous-espèce Drusus radovanovici radovanovici
  - sous-espèce Drusus radovanovici septentrionis
- Drusus ramae
- Drusus rectus
- Drusus romanicus
  - sous-espèce Drusus romanicus meridionalis
  - sous-espèce Drusus romanicus romanicus
- Drusus schmidi
- Drusus spelaeus
- Drusus trifidus
- Drusus vespertinus